# Bangladesh
Bangladesh (en bengalí, বাংলাদেশ o Bangladesh) és una república popular de l'Àsia meridional, situada al golf de Bengala, al delta que formen els rius Ganges i Brahmaputra. El nom Bangladesh significa, en bengalí, 'Estat de Bengala'. També pot significar 'país dels bengalís'. Antigament conegut amb el nom de Bengala Oriental i, després, Pakistan Oriental, es va independitzar d'aquest país l'any 1971.
Està voltada per l'Índia al nord, l'est i l'oest, mentre que al sud-est limita amb Myanmar i al sud amb el golf de Bengala. És un país molt poblat, amb més de 150 milions d'habitants. La capital és Daca, en bengalí Dhaka (abans, oficialment, en anglès, Dacca), amb més d'11 milions d'habitants i la segona ciutat principal és Chittagong, amb més de 3 milions d'habitants. Geogràficament, el país abasta el fèrtil delta del Ganges-Brahmaputra i està subjecte a les inundacions anuals del monsó i els ciclons.
El govern és una democràcia parlamentària. L'últim estat d'excepció va durar dos anys, entre l'11 de gener de 2007 i el 17 de desembre de 2008. Bangladesh és membre de la Comunitat de Nacions (Commonwealth), la SAARC (de l'anglès South Asian Association for Regional Cooperation), BIMSTEC (Bay of Bengal Initiative for MultiSectoral Technical and Economic Cooperation), l'OCI (Organització de la Conferència Islàmica), i els D-8. Com assenyala el Banc Mundial en el seu Country Brief de juliol de 2005, el país ha fet grans progressos en el desenvolupament humà en els àmbits de l'alfabetització, la igualtat de gènere en l'educació, i la reducció del creixement de la població. Tanmateix, Bangladesh segueix enfrontant-se a una sèrie de reptes importants, com l'extensió política, la corrupció burocràtica i la competència econòmica en relació amb el món.
Bangladesh és el vuitè país més poblat del món i és un dels països més densament poblats del món, amb un alt índex de pobresa. Tanmateix, la renda per capita, amb la inflació ajustada, s'ha duplicat des de 1975, i la taxa de pobresa ha disminuït en un 20% des de començaments de la dècada del 1990. El país està en la llista dels "Propers Onze", que són les onze economies amb bones perspectives d'inversió i creixement econòmic. Dhaka i altres centres urbans han estat la força impulsora d'aquest creixement.

## Història
L'existència d'una civilització avançada en l'actual Bangladesh, com a part oriental d'una regió més coneguda com a Bengala, data de molt de temps enrere. Evidències de l'existència de civilitzacions anteriors al 700 aC han estat trobades en forma de monestirs budistes. Tot i afirmacions de l'existència d'estructures socials cap aproximadament l'any 1000 aC, les proves trobades no són completament convincents. Algunes civilitzacions primerenques van estar influïdes pel budisme i l'hinduisme. La part nord de Bangladesh posseeix diversos llocs d'arquitectura en massa, en forma de temples i monestirs, fet que recolza l'existència d'aquest tipus d'influències religioses.

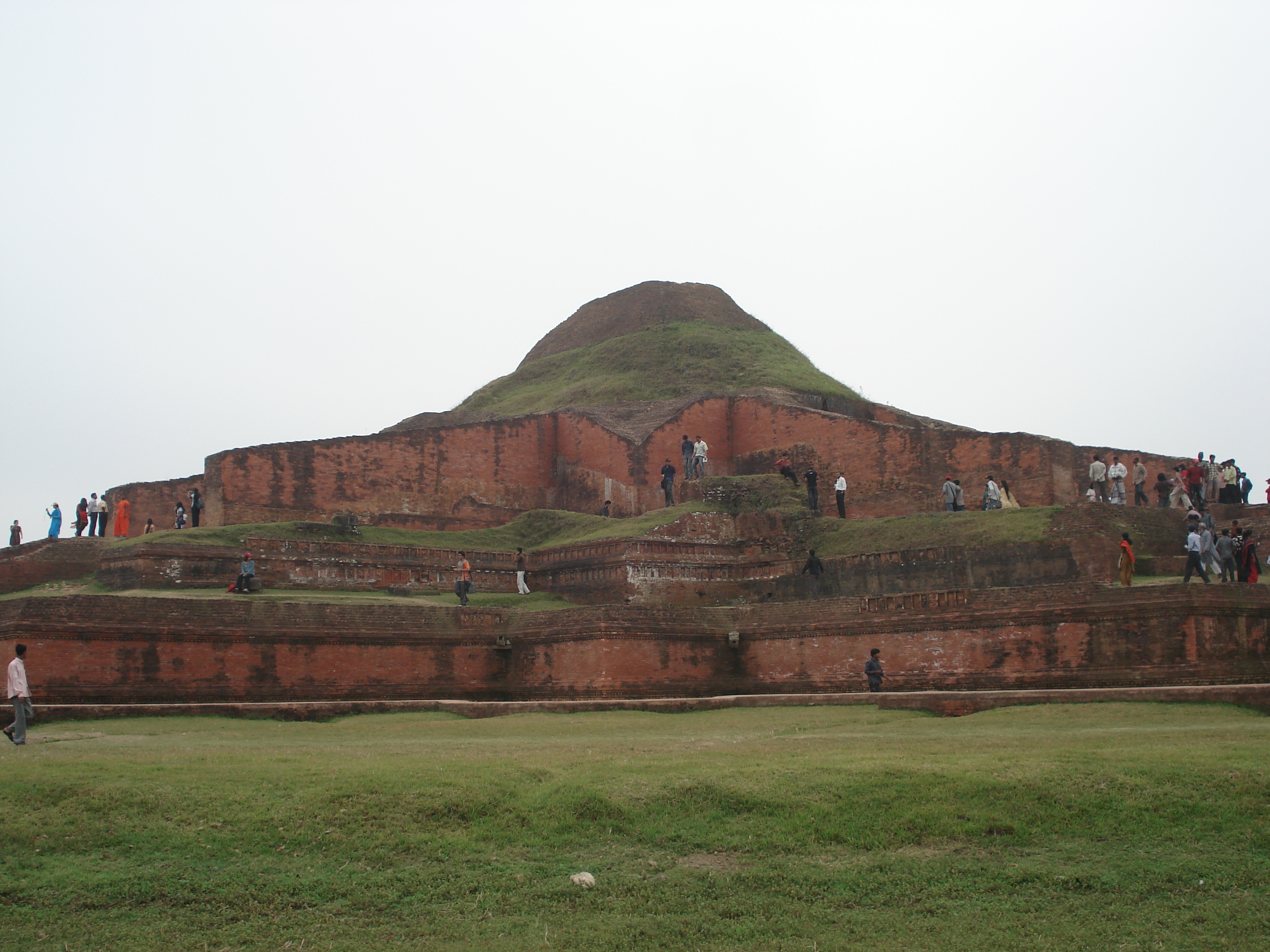
Somapura Mahavihara, a Bangladesh. És el vihara budista més gran del subcontinent indi construït pel Dharmapala de Bengala.

Bengala es va convertir a l'islam a començaments del segle xiii, i durant el segle xvi es va transformar en un pròsper centre d'intercanvi comercial i industrial sota l'Imperi Mongol. Mercaders europeus van arribar a finals del segle xv i la Companyia Britànica de les Índies Orientals va controlar la regió cap a finals del segle xviii, des d'on els britànics van estendre el seu control cap a tota l'Índia. Quan l'any 1947 l'Índia va obtenir la independència, determinats interessos polítics van provocar que el país es dividís en dos estats: Pakistan, predominantment musulmà, i l'Índia, predominantment hinduista.
La partició de l'Índia va deixar Bengala dividida entre els dos països: una part oriental anomenada Pakistan Oriental, que correspon a l'actual Bangladesh, i una part occidental, l'estat indi de Bengala Occidental. L'abolició del sistema zamindari a Bengala Oriental (1950) va ser una fita transcendental en el desplaçament de Bangladesh cap a un "estat del poble". El moviment de la llengua de 1952 va establir els drets de la comunitat bengalí per parlar en el seu propi idioma, el bengalí. Digne de menció és que aquesta va ser l'única revolució que va ser duta a terme amb l'únic propòsit de preservar el dret a parlar una llengua i per aquesta raó la Unesco va reconèixer el 21 de febrer com el dia internacional de la llengua materna.
Bangladesh va estar sota control del Pakistan Occidental. El cicló Bhola de 1970 i la freqüent explotació de la majoria bengalí per la minoria no bengalí va enfurir persones sensibles a banda i banda del Pakistan. Les tensions van arribar al seu límit el 1971 després dels resultats electorals que atorgaven a la Lliga Awami una majoria aclaparadora; el president pakistanès Yahiya Khan, un militar, va desaprovar el resultat davant el parlament d'una manera oberta i gens democràtica. Sota el lideratge de Sheikh Mukibur Rahman, també conegut com a Bongobondu (amic de Bengala) i Pare de la Nació, es va iniciar la lluita de Bangladesh per la independència. El conflicte va tenir un punt culminant el 25 de març de 1971 en un dels genocidis més sagnants dels temps actuals dut a terme per l'exèrcit pakistanès sobre civils bengalís innocents.

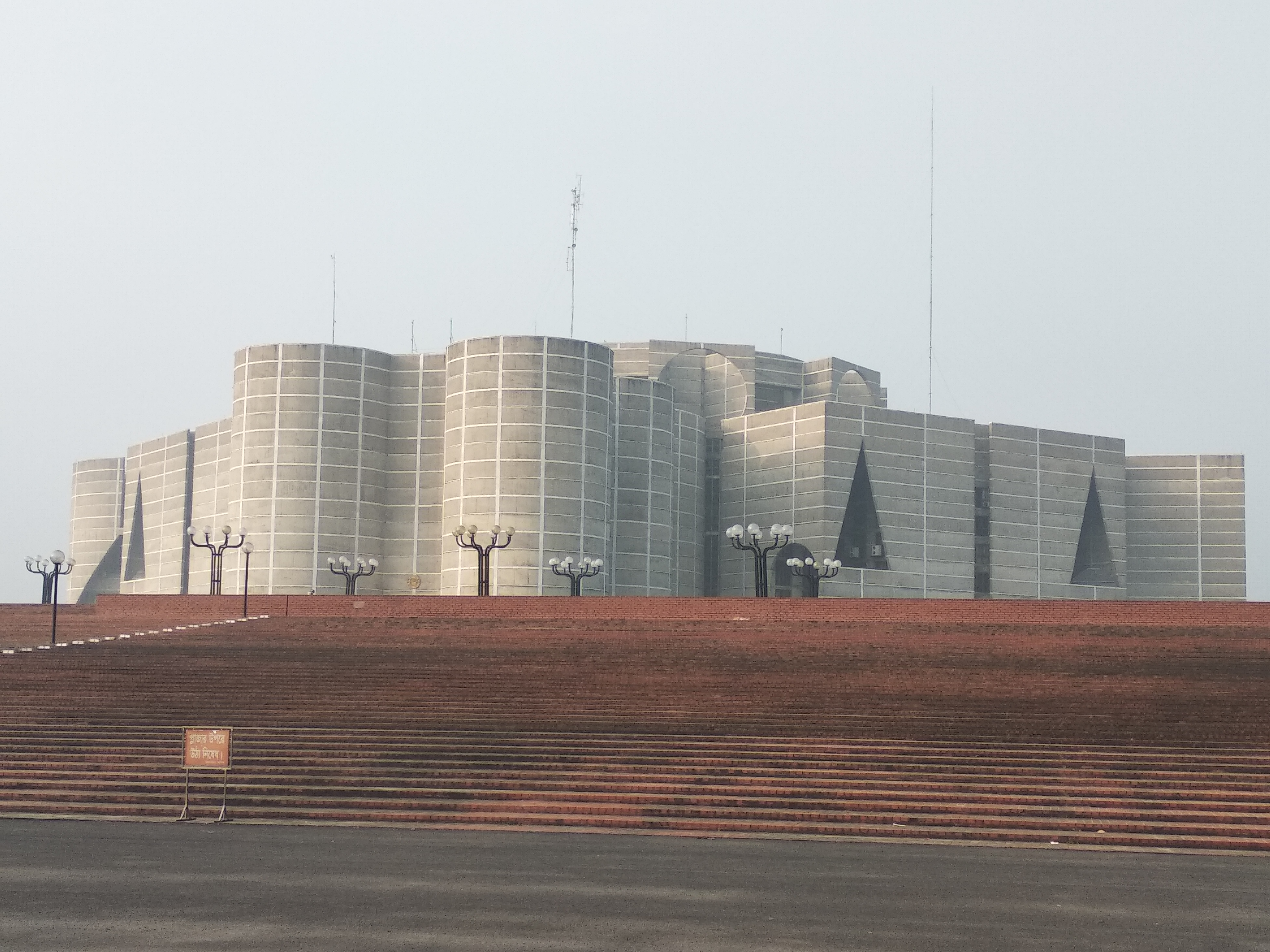
Vista frontal de la Casa del Parlament Nacional de Bangladesh

Sheikh Mukibur Rahman va ser identificat com un dels líders més influents dels bengalís, i va ser arrestat pel govern pakistanès. Ziaur Rahman, aleshores un cap de l'exèrcit i més endavant president de Bangladesh, va declarar la independència del país en representació del gran líder nacional Bangabandhu Sheikh Mujibur Rahman, utilitzant un transmissor de ràdio improvisat des de la ciutat de Chittagong.
Amb l'ajuda d'oficials bengalís de l'exèrcit, el suport de civils i l'ajuda humanitària i militar de l'Índia, Bangladesh va armar ràpidament el Mukti Bahini (lluitadors per la llibertat), un grup armat format principalment per joves estudiants, obrers, grangers i altres civils. Va començar la Guerra d'Alliberament de Bangladesh. Els Mukti Bahini, amb el suport de les tropes índies, es va enfrontar a l'exèrcit pakistanès d'ocupació i en nou mesos van aconseguir que els pakistanesos abandonessin el país. Pakistan, en coordinació amb els seus còmplices a Bangladesh, va dur a terme crims de guerra massius. L'exèrcit pakistanès va ser forçat a rendir-se el 16 de desembre de 1971 i Bangladesh va quedar lliure d'ocupants estrangers.
Després de la seva independència, Bangladesh va passar a ser una democràcia parlamentària, amb Mujib com a Primer Ministre. En les eleccions parlamentàries de 1973, la Lliga Awami va guanyar per majoria absoluta. Entre 1973 i 1974 va tenir lloc una gran fam al llarg i ample de tot el país, i a principis de 1975, Mujib iniciar un mandat socialista de partit únic amb el BAKSAL, un partit format per a l'ocasió. El 15 d'agost de 1975, Mujib i la seva família van ser assassinats per oficials de l'exèrcit de rang mitjà.
Un continu de sagnants cops i contracops d'Estat en els següents tres mesos va culminar amb l'ascens al poder del general Ziaur Rahman, qui reinstaurà una política multipartidista i va fundar el Partit Nacionalista de Bangladesh (PNB). El govern de Ziaur finalitzà quan aquest va ser assassinat el 1981 per membres de l'exèrcit.
El següent gran mandatari de Bangladesh va ser el general Hossain Mohammad Ershad, qui va prendre el poder en un cop d'estat sense vessament de sang el 1982 i va dirigir el país fins al 1990, quan va ser apartat del poder per un aixecament popular. Des de llavors, Blangladesh ha tornat a ser una democràcia parlamentària. La vídua de Ziaur, Khaleda Zia, va dirigir el PNB a les victòries parlamentàries de 1991 i 2001 i va ser Primera Ministra des de 1991 a 1996 i de nou entre 2001 i 2006, i Sheikh Hasina,la filla gran de Sheikh Mujibur Rahman, "pare fundador" i primer President del Bangladesh independent, ha estat primera ministra de Bangladesh del 1996 al 2001, i des del 2009 fins a la seva renúncia al 2024.

## Política
El president, tot i ser també el cap d'estat, té un càrrec principalment cerimonial, concentrant el poder en el primer ministre, qui és el cap de govern. El president és elegit per la legislatura cada 5 anys i els seus poders, comunament limitats, són substancialment expandits durant la possessió d'un govern guardià, principalment per controlar la transició a un nou govern.
El primer ministre és designat pel president i ha de ser un membre del parlament a qui el president consideri de la confiança de la majoria dels membres del parlament. El gabinet és compost per ministres elegits pel primer ministre i designats pel president.
El parlament bengalí unicameral és la Casa de la Nació o Jatiya Sangsad, els 300 membres són escollits per vot popular dels districtes electorals simples per termes de cinc anys. El cos judicial és la Cort Suprema, de la qual els jutges en cap i altres jutges són designats pel president.

### Organització territorial

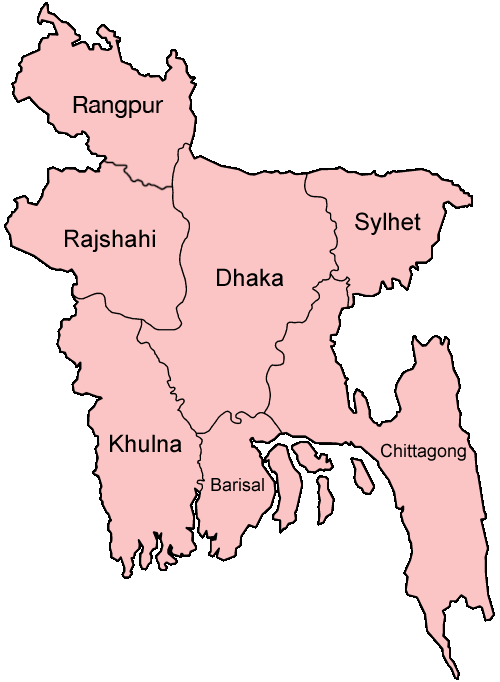
Divisions de Bangladesh

Bangladesh està dividida en sis regions. Cadascuna d'elles porta el nom de la seua capital:
1. Rajshahi
2. Dhaka
3. Sylhet
4. Khulna
5. Barisal
6. Chittagong

Cadascuna d'aquestes divisions és, al seu torn, dividida en districtes anomenats zilas que al seu torn estan dividits en subdistrictes anomenats upazilas o than. En total Bangladesh té 6 divisions, que contenen 64 zilas les quals estan formades per 460 upazilas.

### Drets humans
Bengla Desh ha estat criticada per Amnistia Internacional i per Human Rights Watch. Critiquen que tot i les promeses per complir els drets humans incompleixen aquestes promeses. Segons Amnistia internacional, hi ha impunitat a les pautes ja conegudes d'abusos contra els drets humans de la mà de la policia, del Batalló d'Acció Ràpida, de les Forces Conjuntes i altres cossos encarregats de fer complir la llei.
L'article 377 del Codi Penal de Bangladesh castiga la conducta homosexual amb penes de fins a cadena perpètua.

## Geografia

Mapa de Bangladesh

Bangladesh està emplaçat al delta de dos dels rius més importants del subcontinent indi, el Ganges i el Brahmaputra. Aquest delta té una costa composta d'una extensa jungla pantanosa al golf de Bengala coneguda com el Sundar Ban (selva bonica), hàbitat natural del tigre de Bengala. En aquest delta, tan densament poblat, està format per la confluència dels rius Ganges (nom local: Padma), Brahmaputra (nom local: Yamuna), i el Meghna i els seus afluents, els quals descendeixen des de l'Himàlaia. Les terres d'al·luvió de Bangladesh són molt fèrtils, a la vegada que vulnerables a les inundacions i la sequera. Una important part del territori de Bangladesh es va formar a partir dels sediments que els múltiples rius que s'entrellacen i flueixen a la regió van dipositar.
Les úniques muntanyes fora de la plana són els turons de Chittagong (muntanya de màxima alçada: el Keokradong amb 1.230 m) al sud-est i la divisió de Sylhet al nord-est.
A mig camí del tròpic de Càncer, el clima de Bangladesh és tropical, amb un hivern suau des de l'octubre fins al març, un estiu humit i calorós des de març fins al juny i un monsó humit, càlid i plujós des de juny fins a octubre. Els desastres naturals com les inundacions, ciclons tropicals o els tornados afecten el país tots els anys, amb les seves conseqüències en desforestació, la degradació de la terra i l'erosió.
Dhaka és la capital del país i la ciutat més gran. Altres ciutats importants són Chittagong, Rajshahi i Khulna. El Basar de Cox, al sud de Chittagong, és la platja natural més llarga del món, amb uns 120 quilòmetres de longitud.

## Economia
Bangladesh ha experimentat un notable creixement des de la seva independència el 1971. Abans, la majoria d'exportacions es basaven en la indústria del jute (Corchorus capsularis). Aquesta indústria va començar a caure quan els productes de polipropilè van començar a guanyar popularitat davant dels productes del jute. Pel que fa al PIB per capita, Bangladesh va experimentar un espectacular creixement econòmic que el portà del 57% durant els anys 70, a un 29% en els anys 80 i assolint al 24% en els anys 90.

### Situació
Des de 1971 el país ha rebut 30.000 milions de dòlars, i 15 ja han estat desemborsats. Els majors donants són el Banc Mundial, el Banc asiàtic de desenvolupament, el Programa de les Nacions Unides per al Desenvolupament, els Estats Units, el Japó, Aràbia Saudita i Europa Oriental. La nació té l'índex de pobresa més alta del sud-est asiàtic i el tercer en el món, per darrere de l'Índia i la Xina. Tanmateix, ha aconseguit reduir la pobresa del 57% de la població al 31% en dues dècades, parcialment gràcies al sector tèxtil. Com a altres països en la mateixa situació de desenvolupament, Bangladesh arrossega un gran dèficit fiscal i importants deficiències en la qualitat dels serveis socials.

### Agricultura i Indústria
El país compta amb la major superfície cultivable en proporció a la seva extensió del món, fet que unit al seu baix índex de desenvolupament explicat el gran pes del sector primari.
Un dels majors reptes ha estat l'increment de la producció alimentària, per satisfer la creixent població del país sense necessitat de dependre d'altres nacions. D'aquesta manera, Bangladesh acapara el tercer lloc en producció d'arròs en el món. En la terra es cultiva jute i arròs principalment, encara que s'observa un augment en les collites de blat. Només amb les produccions d'arròs el país té prou aliment. Tot i així, es calcula que un 10-15% de la població pateix de desnutrició. A més, l'agricultura depèn per a la seva irrigació del comportament dels monsons en un percentatge força important.
El país té grans reserves de gas natural i reserves limitades de carbó i petroli. La indústria és feble, encara que compta amb molta mà d'obra barata, però no ha gaudit de la recent industrialització d'altres països, com Indonèsia. Hi ha nombrosos rius navegables, però la seva utilització és escassa perquè no compta pràcticament amb la necessària infraestructura portuària fluvial.

## Demografia

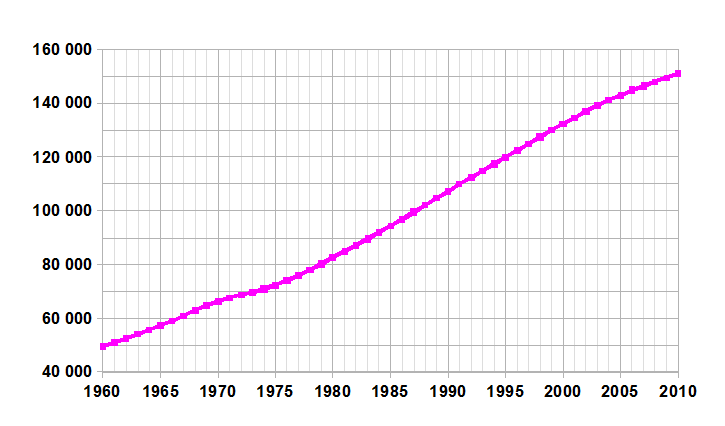
Creixement de la població des de 1961 (en milions d'habitants)

A excepció de països molt petits com ara Singapur i Mònaco, Bangladesh és el país amb una major densitat de població del món. La nació, amb 912 persones per quilòmetre quadrat, ha estat sovint comparada amb l'illa de Java (Indonèsia).
Bangladesh és pràcticament una nació homogènia des del punt de vista ètnic, amb més d'un 98% de població bengalí. La gran majoria parla Bengalí (bangla). El dos per cent restant són musulmans no bengalís d'altres regions de l'Índia com Bihar, de parla urdu. Un petit nombre de grups tribals habita els turons de Chittagong, al sud-est del país.
La majoria dels bengalís (prop del 83%) són musulmans, però els hindús constitueixen una minoria important (16%). Existeixen també grups reduïts de budistes, cristians i animistes. Molts dels grups minoritaris pateixen persecució per la seva ètnia o la seva religió.
El país pateix una alta superpoblació. El 1992, el govern va començar a promocionar el control natal per frenar el creixement de la població, però amb poc èxit. Moltes persones no tenen possessions o estan obligats a viure en regions pantanoses perilloses, amb el risc de contreure malalties.
En un esforç per contenir la propagació de malalties com el còlera o la disenteria, algunes organitzacions internacionals han fomentat la construcció de pous d'aigua a tot el país. Diversos anys després de la implementació general del programa, més d'un quart de la població tenia símptomes d'enverinament per arsènic. Els alts nivells d'arsènic natural a l'aigua no s'havien tingut en compte. Els efectes de l'aigua amb contingut en arsènic són encara un problema per a la població del país.
___

## Cultura

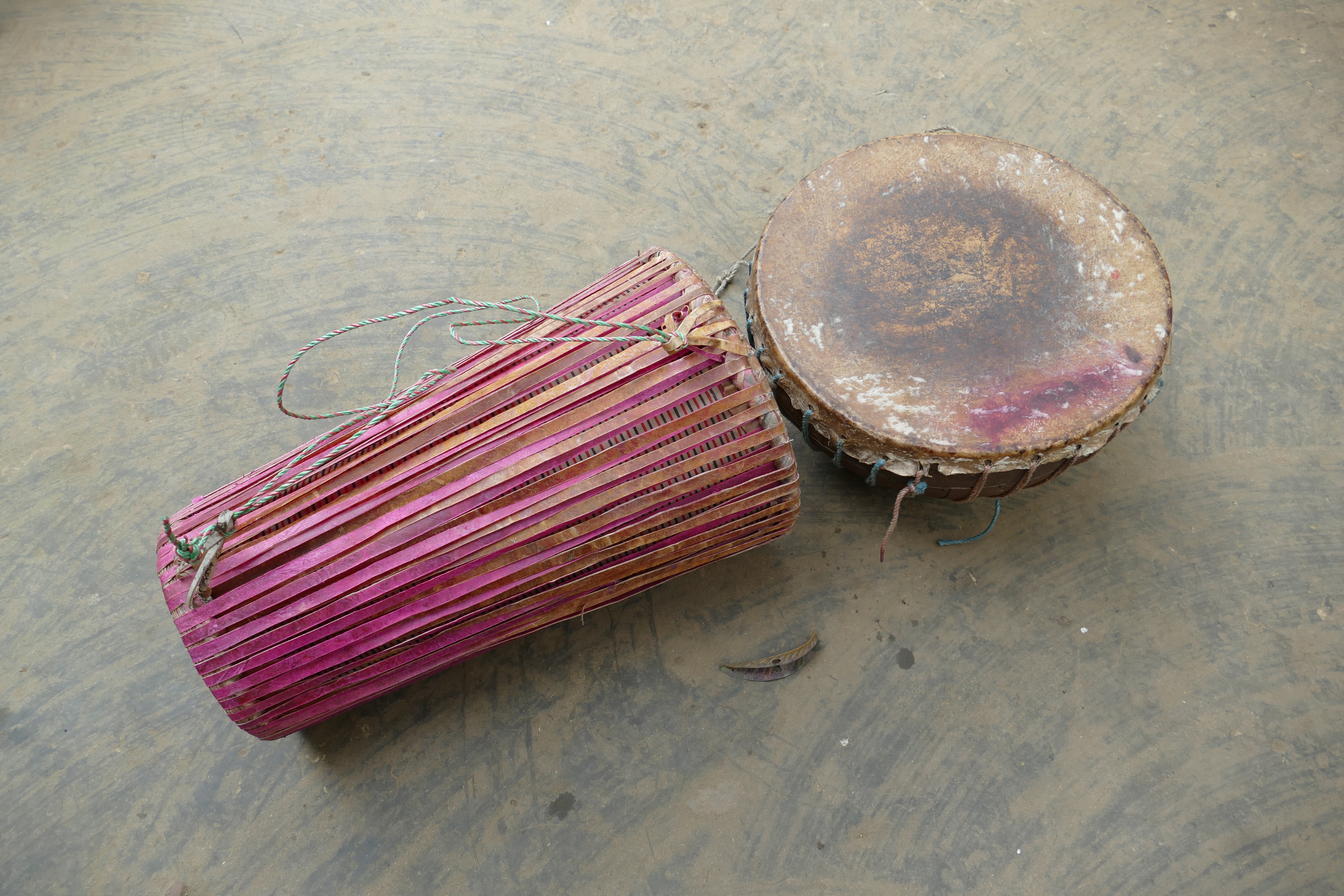
Tamak ' (d.) I Tumdak' (e.) - tambors típics del poble Santhal, fotografiats en un poble del districte de Dinajpur, Bangladesh.

Com a reflex de la llarga història de la regió, Bangladesh té una cultura que abasta elements tant antics com nous. L'idioma bengalí compta amb un ric patrimoni literari, que comparteix amb Bangladesh l'estat indi de Bengala Occidental. El primer text literari en bengalí és del segle viii, és la Charyapada. La literatura medieval bengalí, sovint, sia religiós (per exemple el Chanda), o adaptats d'altres idiomes (per exemple el Alaol). La literatura bengalí va assolir la seva plena expressió en el segle xix amb poetes com Rabindranath Tagore i Kazi Nazrul Islam són les seves icones més grans. Bangladesh també té una llarga tradició en la literatura popular, per exemple el Maimansingha Gitika, Thakurmar Jhuli i històries relacionades amb Gopal Bhar.
La tradició musical de Bangladesh està basada en la lletra (Baniprodhan), amb un mínim d'acompanyament instrumental. La tradició Baul és un patrimoni únic de la música folk Bengalí, i hi ha moltes altres tradicions musicals a Bangladesh, que varien d'una regió a una altra. Gombhira, Bhatiali, Bhawaiya són algunes de les més conegudes formes musicals. Música popular de Bengala, sovint és acompanyada per l'ektara, un instrument amb una sola corda. Altres instruments inclouen els dotara, dhol, flauta, i la taula. Bangladesh també té un patrimoni al nord de l'Índia la música clàssica. De la mateixa manera, les formes de dansa de Bangladesh extreure de les tradicions populars, en especial els dels grups tribals, així com l'àmplia tradició de dansa índia.
Bangladesh produeix una vuitantena de pel·lícules a l'any. El Hindi films també és bastant popular. Al voltant de 200 diaris es publiquen a Bangladesh, juntament amb més de 1.800 publicacions periòdiques. Tanmateix, el nombre de lectors regulars és baix i es troba per sota del 15% de la població. Bangladesh s'hi escolta una varietat de programes de ràdio locals i nacionals de Bangladesh Betar, així com quatre canals privats de ràdio FM (Ràdio Foorti, ABC Ràdio, Ràdio Avui en dia, Ràdio Estimar), que tenen una alta popularitat entre la generació més jove i està creixent ràpidament a les ciutats importants. També hi ha serveis de Bangla Ràdio de la BBC i de Voice of America. El dominant és el canal de televisió controlat per l'Estat Bangladesh TV, però en els darrers anys, els canals de propietat privada s'han desenvolupat considerablement.
La tradició culinària de Bangladesh manté estretes relacions amb l'Índia i l'Orient Mitjà, així com la cuina té els seus trets propis i únics. L'arròs i el curri són els plats tradicionals preferits. Els dolços de Bangladesh tenen el tret distintiu que s'usen productes lactis, alguns comuns que és rôshogolla, chômchôm i kalojam.
El sari (Shari) és de llarg el vestit més utilitzat per les dones de Bangladesh. La ciutat de Dhaka, en particular, és famosa per la producció de saris d'exquisida Jamdani mussolina. El Salwa kameez (Shale kamiz) és també molt popular, i en les zones urbanes algunes dones porten la vestimenta occidental. Entre els homes, la vestimenta occidental és la més àmplia adopció. Els homes també porten el Kurta-paejama combinació, sovint de vegades religioses, i la lungui, una mena de faldilla llarga.
Eid ul-Fitr i id al-ad·ha són els més grans festivals en el calendari islàmic. El dia abans d'Eid ul-Fitr s'anomena Chãd Rat (la nit de la lluna), sovint celebren amb petards. Altres festes musulmanes que també s'observen. Els principals festivals hindús són el Durgá Puja, Kali Puja i el Vasant Panchami. El vesak que marca el naixement del Siddharta Gautama, és un dels més importants festivals budistes, mentre que el Nadal, anomenat Borodin (dia gran) només se celebra per la minoria cristiana bengalí. El festival més important és el festival laic de Pohela Boishakh o l'any nou bengalí, el començament del calendari bengalí. Altres festes són el Nobanno (el festival de la collita), el Poush parbon (festival de la Poush) i els dies nacionals com Shohid Dibosh o dia del moviment per la llengua i el Dia de la Victòria.
| Principals festes |                                         |
| Data              | Nom (en català)                         |
| 16 de desembre    | Dia de la Victòria                      |
| 26 de març        | Dia de la Independència                 |
| 21 de febrer      | Dia Internacional de la Llengua Materna |

## Esports
El joc nacional és el kabaddi, el futbol i el criquet són més populars. L'equip nacional de criquet de Bangladesh va guanyar el Trofeu de la CPI contra Kenya en el 1997 que el va qualificar per la Copa Mundial de Criquet del 1999. En la seva primera copa del món Bangladesh va batre a Pakistan en la primera ronda. En el 2000, a l'equip de criquet de Bangladesh si li concedix l'estatut de prova de cricket i ser capaç de jugar amb altres equips nacionals. En diverses ocasions Bangladesh ha derrotat a Austràlia, Nova Zelanda, Sri Lanka i el Pakistan, i el que és més important Bangladesh va derrotar a l'Índia i a Sud-àfrica en la Copa del Món de Criquet del 2007. Ells també han derrotat a les Índies Occidentals al CPI T20 de la Copa del Món del 2007.
Altres esports populars inclouen hoquei, tennis, bàdminton, handbol, voleibol, escacs, carrom, i kabbadi, que és l'esport nacional de Bangladesh. La Junta de Control d'Esports de Bangladesh regula vint-i-nou diferents federacions esportives.